# Travaux précoces
Pour plus de détails, voir Fiche technique et Distribution.
Travaux précoces (Rani radovi) est un film yougoslave réalisé par Želimir Žilnik, sorti en 1969.

## Synopsis
Trois hommes et une femme tentent d'éveiller la conscience de la classe ouvrière et des paysans.

## Fiche technique
- Titre : Travaux précoces
- Titre original : Rani radovi
- Réalisation : Želimir Žilnik
- Scénario : Želimir Žilnik et Branko Vučićević
- Photographie : Karpo Acimovic-Godina
- Montage : Karpo Acimovic-Godina
- Format : Noir et blanc - Mono
- Genre : Comédie dramatique
- Durée : 87 minutes
- Date de sortie : 1969

## Distribution
- Milja Vujanović : Jugoslava
- Bogdan Tirnanić : Marko
- Čedomir Radović : Kruno
- Marko Nikolić (en) : Dragisa
- Slobodan Aligrudić
- Želimira Žujović

## Distinctions
- Berlinale 1969 : Ours d'or